# 糙轴蕨
糙轴蕨（学名：Pteridium revolutum var. muricatulum）为蕨科蕨属下的一个变种。

## 扩展阅读
- 維基物種上的相關：糙轴蕨